# Ajneus
Ajneus, Euneus (gr. Αἰνεύς, Aineus, łac. Aeneus) – w mitologii greckiej ojciec Kyzikosa, króla Dolionijczyków, mąż Ajnete, córki króla Tracji, Eusorosa.  
Ajneus był synem boga Apolla i Stilbe, córki boga rzeki Penejosa. Według starożytnych przekazów założył miasto Aenus, nazywanego też Poltyobria lub Poltymbria, gdyż po nim, kolejnym mitycznym władcą był Poltys – syn Posejdona.
Robert Graves, w książce Mity greckie, nazywa go Euneus, dawny sojusznik Heraklesa, ojciec króla Kyzikosa.
Według jednej z wersji Stilbe była matką Kentaurosa i Lapitesa, co czyniłoby z Ajneusa ich brata.

## W kulturze
- Apollonios z Rodos, Argonautika[5]
- Strabon, Geografia[2]
- Waleriusz Flakkus, Argonautika[6]